# 廖世健
廖世健（1929年—），男，上海人，中国物理化学家，曾任中国科学院大连化学物理研究所研究员、博士生导师。